# Метановое топливо
Метановое топливо, известное также как природный газ, это вид топлива, состоящий в основном из метана (CH4), который является самым простым углеводородом. Оно используется в качестве автомобильного и промышленного топлива благодаря своей высокой энергетической эффективности и экологической чистоте.

## Виды метанового топлива
Основные виды метанового топлива включают природный газ, сжиженный природный газ (СПГ) и биометан. Природный газ - это сырье, из которого извлекается метан и используется в газовых горелках. СПГ - это газ, сжиженный при низких температурах, чтобы обеспечить его транспортировку и хранение. Биометан, или экометан, производится из органических материалов с использованием процессов биологического разложения.
Главным компонентом метанового топлива является метан (CH4), который состоит из одного атома углерода и четырех атомов водорода. Вместе с метаном, метановое топливо может содержать небольшие количества других углеводородов, азота и углекислого газа.

### Альтернативы метановому топливу
Наиболее распространенными видами моторного топлива являются бензин и дизельное топливо, но существуют также альтернативные варианты.
Среди альтернативного топлива распространены следующие:
- Этанол (EtOH) – малотоксичная горючая прозрачная жидкость, которая может быть произведена как микробиологическим, так и синтетическим способом. Требует обязательной сертификации в России.[2]
- Биодизель (FAME) – моноалкиловые эфиры жирных кислот, производимые из растительных или животных масел и предназначенные для использования в дизельных двигателях. Около 50 стран в настоящее время либо производят, либо используют биодизель. Самыми успешными в этой области стали Германия, Франция, Финляндия, Испания и США. В России интерес к этому виду топлива исходит в большей степени от сельхозпроизводителей. Так, Минсельхоз предполагает, что производство биодизеля может базироваться в России на рапсе, сое и подсолнечнике.[3]
- Водород (Н2) – бесцветный газ, не имеющий запаха или вкуса. Этот химический элемент широко распространен в природе и является одним из основных компонентов всех естественных органических соединений. Автомобили с водородными двигателями уже выпускают такие компании как Toyota, Hyundai, BMW, Audi, Nissan и Honda (РБК Тренды, 2022). В России в настоящее время несколько десятков компаний занимаются водородными технологиями, среди которых «Газпром», «Росатом», «Роснано», «Новатэк», «H2 Чистая энергетика» и другие. Эти компании вкладывают средства в разработку технологий производства, хранения и транспортировки водорода, использование утилизации углекислого газа, а также изучают возможности применения водорода в различных отраслях промышленности, в энергетике и транспорте.[4]
- Метан, биометан (СН4) – безопасный для здоровья человека бесцветный газ без запаха. Эквивалентен природному газу и может использоваться в различных областях, включая все виды транспорта, использующие природный газ в качестве моторного топлива. Действующая инфраструктура может использоваться для его реализации.[5]

Природный газ состоит на 81–98 % из метана, а также содержит углекислый газ, азот и низкокипящие углеводороды. По сравнению с другими распространенными видами топлива, газообразное топливо считается относительно безопасным.

## Безопасность
Метановое топливо считается относительно безопасным для использования, особенно при соблюдении соответствующих технических стандартов и мер безопасности. Как и при работе с любым видом топлива, необходимо соблюдать предписанные процедуры обращения и хранения для минимизации рисков.
Для возникновения взрыва необходимо, чтобы концентрация метана была в 2,5 раза выше, чем, например, концентрация пропана или бутана. По коэффициенту относительной опасности горючих веществ метан также имеет преимущество. Для метана этот коэффициент составляет 1, для бутана – 1,2, для пропана – 1,26, для бензина – 1,28, для водорода – 2,24.
Концентрационные (образование взрывоопасной концентрации происходит при содержании паров газа в воздухе от 5% до 15%, в открытом пространстве образование взрывоопасной смести не происходит) и температурные пределы воспламенения природного газа значительно выше, чем у бензина и дизельного топлива.
Кроме того, метан не является ядовитым и не взаимодействует с биологической средой человеческого организма. Для возгорания горючей метановоздушной смеси необходимо наличие от 5 до 15% метана; при других концентрациях смесь не воспламеняется. Для запуска реакции требуется температура не менее 718 °C. Этот уровень температуры может обеспечить зажженная спичка, но не горящая сигарета. Это свойство существенно снижает вероятность возгорания.
Однако, несмотря на его безопасность, для обеспечения рабочих процессов важно учитывать физико-химические и пожарные свойства данного вещества.
Для обеспечения своевременной реакции потребителей на утечки природного газа в его композицию специально добавляют одоранты – вещества, которые придают газу характерный запах в малых, но безопасных концентрациях. Чаще всего в качестве одорантов используют серосодержащие органические соединения с неприятным запахом, который привлекает внимание потребителей.

## Применение
В мире метановое топливо все более используется в автомобильной промышленности, особенно в газомоторных автомобилях и автобусах. В России применение метанового топлива также активно развивается, и строятся соответствующие инфраструктуры для заправки автомобилей и автобусов метаном. Биогаз и газ из угля также играют важную роль в энергетической политике России.
В настоящее время в России выпускаются двухтопливные автомобили, работающие на бензине и метане. Первой такой моделью стала Lada Vesta CNG. Кроме того, «Яндекс.Такси» эксплуатирует примерно 3000 автомобилей, работающих на метане. Этот такси-агрегатор сотрудничает с компанией «Газпром газомоторное топливо» в проведении крупного проекта по переводу такси на природный газ в различных регионах.